# Глина червона океанічна

Черво́на океані́чна гли́на (рос. красная глубоководная глина, англ. red ooze, red clay, red oceanic clay; нім. roter Tiefwasserton m roter Tiefseeton m, roter Schlamm m, Rotlehm m) — глибоководні осади сучасних океанів; утворені з найдрібніших частинок вулканічного пилу, скелетів дрібних організмів — радіолярій тощо.

## Загальний опис
ЧЕРВОНА ГЛИБОКОВОДНА ГЛИНА — тип донних відкладів найглибших частин океанів (на глибині понад 4000-5000 м), що складається з тонкодисперсного теригенного матеріалу і глинистих продуктів розкладу вулканічного попелу і пемзи з включенням залізистих і марганцевих конкрецій, невеликою домішкою біогенного матеріалу (радіолярій, діатомей, форамініфер, кігтів і зубів нектонних організмів, тобто плаваючих, тих, які жили у воді), космічного пилу та ін. Ч.г.г. утворюється в пелагічних областях океанів, нагромаджується повільно — зі швидкістю бл. 1 мм в 1000 років. У Тихому океані Ч.г.г. покриває бл. 35 % поверхні дна, в Індійському і Атлантичному океанах — бл. 25 %. Середній розмір зерна становить 1 мкм. Ці відкладення, як правило, яскраво-червоні до шоколадного коричневого кольору. Колір виникає з покриттів оксиду заліза та оксиду марганцю на частинках осаду. За відсутності органічного вуглецю, залізо та марганець залишаються в їх окиснених станах, і ці глини залишаються коричневими після поховання. Більш глибоко похована, коричнева глина може змінюватися у червону глину через перетворення гідроксидів заліза до гематиту.

## Хімічний склад
Черво́на океані́чна гли́на має підвищений вміст металів: алюмінію, заліза, марганцю, нікелю, кобальту, міді, барію; і знижений вміст органічних речовин. Зазвичай вона містить близько 20% глинозему, 13% оксидів заліза, 7% карбонату кальцію, 3% карбонату магнію, 0,2% міді, 0,02% кобальту, 0,08% нікелю, 0,02% свинцю, 0,03 % молібдену і 0,04% ванадію. На поверхні і в товстих шарах глини поширені залізомарганцеві конкреції.

## Розповсюдженість і запаси
В цілому червона глина покриває приблизно 100 млн км2  дна океану.
Запаси морських червоних глин орієнтовно становлять 1015 тонн з вмістом приблизно 100 млрд тонн міді.

## Інтернет-ресурси
- http://www.odp.usyd.edu.au Marine Sediments
- Total Sediment Thickness of the World's Oceans and Marginal Seas, Version 2  [Архівовано 22 березня 2021 у Wayback Machine.]